# Naoki Urasawa
Naoki Urasawa (浦沢直樹) (Fuchū, Tóquio, 2 de Janeiro de 1960) é um aclamado mangaká e ocasional músico japonês, conhecido por ser o criador de séries como Monster, 20th Century Boys, Pluto e Billy Bat. Ele foi chamado de um dos artistas que mudou a história do mangá e recebeu o Shogakukan Manga Award três vezes, o Prêmio Cultural Osamu Tezuka duas vezes e o Prêmio Kodansha Manga uma vez.

## Carreira
Considerado um dos grandes mestres do thriller e mistério, Naoki publicou já uma grande variedade de títulos, dentre os quais “Yawara!”,  “Master Keaton” e “Monster” foram adaptados para anime.
Em 2008, Urasawa obteve um posto de professor convidado na Universidade de Nagoya Zokei, onde ensinou "Modern Expression Course: Manga Classes" duas a três vezes por ano, embora a turma tenha se reunido todos os meses. Inicialmente planejado para apenas cinco alunos, Urasawa concordou em expandi-lo para quinze em um esforço para criar mais "artistas reais". Também em 2008, o vencedor do Prêmio Pulitzer de Ficção, Junot Díaz elogiou Monster, acrescentando que "Urasawa é um tesouro nacional no Japão". A Oricon realizou a pesquisa "Mangaka that Changed the History of Manga" (Mangaká que Mudou a História do Mangá) em 2010, e Urasawa ficou em décimo.
Como convidado na Japan Expo de 2012 na França, Urasawa falou sobre como ele entrou no setor de mangás, deu uma demonstração de desenho ao vivo e realizou duas músicas como músico e juntou-se à banda de rock Hemenway no palco no dia seguinte. Urasawa e Takashi Nagasaki, com quem trabalhou anteriormente em Monster, Pluto e Billy Bat, começaram a escrever uma sequência para Master Keaton em 2012 intitulado Master Keaton Remaster. Quando perguntado por que ele voltou a uma série depois de tantos anos, Urasawa afirmou que era porque com a série original ele teve dificuldade em fazer a história que ele queria devido à obrigação contratual e porque as pessoas afetadas pelo terremoto e tsunami de 2011 em Tōhoku disseram que gostaram da série, então ele queria fazer algo por eles.
Urasawa é o anfitrião da série de documentários da NHK Educational TV, Urasawa Naoki no Manben ( 浦 沢 直樹 の 漫 勉 , "Naoki Urasawa's Manga Exertions") , que se concentra em um artista de mangá diferente de cada episódio e explora seus estilos individuais. Começou como especial em 2014, uma primeira temporada foi lançada em setembro de 2015, uma segunda em março de 2016, uma terceira em setembro de 2016 e uma quarta em março de 2017.
Como hobby, Urasawa é também vocalista e guitarrista de uma banda de rock. Lançou seu primeiro single, Tsuki ga Tottemo…, em 2008, e seu primeiro álbum, Half Century Man, em 2009.

## Inspirações
Urasawa citou Osamu Tezuka como um de seus heróis, sendo particularmente aficionado ao seu trabalho Phoenix. Os episódios "O Grande Robô na Terra" e "Sol Artificial" de Astro Boy de Tezuka foram suas primeiras experiências com mangás aos quatro ou cinco anos de idade. Urasawa se formou na Universidade Meisei com um diploma em economia. Ele fez sua estreia no mangá com Return em 1981.

## Trabalhos

### Séries
- Pineapple Army (パイナップルARMY, 1985–1988) - escrito por Kazuya Kudo
- Yawara! (ヤワラ, 1986–1993)
- Master Keaton (MASTERキートン, 1988–1994) - escrito com Hokusei Katsushika e Takashi Nagasaki
- Happy! (1993–1999)
- Monster (モンスター, 1994–2001, publicado no Brasil pela Panini Comics)
- 20th Century Boys (20世紀少年) / 21st Century Boys (21世紀少年) (1999–2006, 2007, publicado no Brasil pela Panini Comics)
- Pluto (プルートウ, 2003–2009, publicado no Brasil pela Panini Comics) - escrito com Takashi Nagasaki, baseado em obra de Osamu Tezuka
- Billy Bat (ビリーバット, 2008–2016 publicado no Brasil pela Panini Comics) - escrito com Takashi Nagasaki
- Master Keaton Remaster (MASTERキートン Reマスター, 2012–2014) - escrito com Takashi Nagasaki
- Mujirushi: The Sign of Dreams (夢印-MUJIRUSHI-, 2017–2018)
- Asadora! (連続漫画小説 あさドラ!, 2018–em andamento).

### Histórias curtas
- "Swimmers" (1979) - Não publicado até 13 de maio de 2003, na revista Evening.
- "Return" (1981)
- "Beta!!" (1983) - publicado em uma edição especial de Golgo 13
- Dancing Policeman (踊る警官, Odoru Keikan, 1984)
- N・A・S・A (1988)
- Jigoro! (1994)
- Early Urasawa (初期のURASAWA, Shoki no Urasawa, 2000)
- "Throw Toward the Moon!" (月に向かって投げろ!, Tsuki ni Mukatte Nagero!, 2006) - escrito com Takashi Nagasaki
- "Kaiju Kingdom" (怪獣王国, Kaijū Ōkoku, 2013)
- "Damiyan!" (ダミヤン, 2016)
- "It's a Beautiful Day" (いっつあびゅうてぃふるでい, 2018) - rascunho original de Kenji Endo
- Sneeze: Naoki Urasawa Story Collection (くしゃみ 浦沢直樹短編集, Kushami Urasawa Naoki Tanpenshū, 2019)
- "Dr. Toguro Dokuro no Saigo" (Dr.トグロドクロの最期, 2021)

## Prêmios
- 1982 Novo Prêmio Manga Artista de Shogakukan (para Return)
- 1989 (35) Shogakukan Manga Award, General (para Yawara!)
- 1997 (1º) Japan Media Arts Festival, Excellence Prize (for Monster)
- 1999 (3º) Prêmio Cultural Tezuka Osamu, Grande Prêmio (para Monster)
- 2000 (46th) Prêmio Shogakukan Manga, Geral (para Monster)
- 2001 (25º) Prêmio Kodansha Manga, Geral (para 20th Century Boys)[11]
- 2002 (6º) Japan Media Arts Festival, Prêmio de Excelência (para 20th Century Boys)
- 2002 (48º) Shogakukan Manga Award, Geral (para 20th Century Boys)
- 2004 Prêmio Internacional de Festival de Quadrangas de Angoulême para uma série (para 20th Century Boys)
- 2005 (9º) Prêmio Cultural Tezuka Osamu, Grande Prêmio (para Pluto)
- 2005 (7º) Japan Media Arts Festival, Prêmio de Excelência (para Pluto)
- 2008 (37º) Prêmio da Associação de Cartoonistas do Japão, Grande Prêmio (para 20th Century Boys e 21st Century Boys)
- 2008 (39º) Prêmio Seiun, Melhor Comic (para 20th Century Boys e 21st Century Boys)
- 2010 (41º) Prêmio Seiun, Melhor Comic (para Pluto)[12]
- Prêmio Eisner 2011, Melhor edição dos EUA de Material Internacional - categoria Ásia (para 20th Century Boys)[13]
- 2011 Festival Internacional de Quadrangas de Angoulême, Prêmio Intergeracional (para Pluto)[14]
- 2012 Associação das Críticas e das Jornalistas de Bande Dessinée, Prix Asie-ACBD (para Pluto)
- Prêmio Eisner 2013, Melhor edição dos EUA do material internacional - categoria Ásia (para 20th Century Boys)[15]